# Crampagna
Crampagna település Franciaországban, Ariège megyében. Lakosainak száma 952 fő (2022. január 1.). Crampagna Baulou, Foix, Loubens, Loubières, Rieux-de-Pelleport, Saint-Jean-de-Verges, Varilhes és Vernajoul községekkel határos.

## Népesség
A település népességének változása:
| Lakosok száma | 321  | 404  | 509  | 602  | 758  | 801  | 840  | 864  | 895  | 952  |
|               | 1968 | 1982 | 1990 | 2006 | 2013 | 2015 | 2017 | 2019 | 2020 | 2022 |